# Eurodryas moritura
Eurodryas moritura är en fjärilsart som beskrevs av Ruggero Verity 1928. Eurodryas moritura ingår i släktet Eurodryas och familjen praktfjärilar. Inga underarter finns listade i Catalogue of Life.